# Янош Надь (боксер)
Янош Надь (угор. János Nagy; 27 січня 1975) — угорський професійний боксер, призер чемпіонату Європи серед аматорів.

## Аматорська кар'єра
На чемпіонаті Європи 1996 програв у другому бою Скотту Гаррісону (Шотландія).
На Олімпійських іграх 1996 переміг Джона Келмана (Барбадос) і Денієла Атта (Нігерія), а у чвертьфіналі програв Хуліо Пабло Чакону (Аргентина) — 7-13.
На чемпіонаті Європи 1998 завоював бронзову медаль.
- В 1/8 фіналу переміг Геннадія Старушенко (Польща) — 6-2
- У чвертьфіналі переміг Альберто Сервідеї (Італія) — 6-0
- У півфіналі програв Артему Симоняну (Вірменія) — 0-7

На чемпіонаті світу 1999 програв у другому бою Артему Симоняну (Вірменія).
На чемпіонаті Європи 2000 програв у першому бою.

## Професіональна кар'єра
Впродовж 2001—2006 років досяг рекорду 24-0, завоювавши регіональні титули WBO Inter-Continental та WBA Inter-Continental у другій напівлегкій вазі. Двічі у цей період здобув перемогу над Хуліо Пабло Чаконом (Аргентина), реваншувавшись за поразку на Олімпіаді.
20 травня 2006 року вийшов на бій проти чемпіона світу за версією WBO у другій напівлегкій вазі Хорхе Родріго Барріоса (Аргентина) і програв нокаутом на першій хвилині першого раунду, після чого завершив виступи.